# Climbia
Pour l’article homonyme, voir Climbias (Lodelinsart).
Un climbia est, dans la technique du soufflage en manchon du verre, une petite broche de bois fendue que le souffleur, après avoir coupé son « canon » de verre, emboîte de part et d'autre de la feuille de verre afin que les rebords ne puissent se ressouder au moment où l'on réchauffe le canon en vue de l'étendre et obtenir ainsi un verre plat.